# Shlomo Molcho
Shlomo Molcho, o Molko (in ebraico שלמה מולכו‎?, Shelomo Molkho; Portogallo, 1500 – Mantova, 13 dicembre 1532), è stato un rabbino e mistico portoghese, dichiaratosi il Messia, fu perciò condannato per apostasia dall'Inquisizione che ne ordinò la morte sul rogo.

## Biografia
Molcho nacque in Portogallo come cristiano, con il nome di Diogo Pires. Ricoprì la carica di segretario dell'alta corte d'appello detta Casa da Suplicação. Quando, nel 1525, a Lisbona entrò in contatto con l'attivista ebreo David Reubeni, si convertì all'ebraismo ed emigrò in Turchia. Qualche anno più tardi, nel 1532, Reubeni e Molcho si recarono a Ratisbona per incontrare l'imperatore Carlo V che li fece arrestare. Molcho fu spedito a Mantova dove, rifiutatosi di abiurare la religione ebraica, fu bruciato sul rogo.